# Hans Dernschwam
Hans Dernschwam (* 1494 in Brüx, Böhmen; † 1568/69 in Schattmannsdorf, Habsburgermonarchie, heute Častá in der Slowakei) war ein Fugger-Kaufmann.
Er war vor allem im heutigen Ungarn und der heutigen Slowakei tätig und nahm von 1553 bis 1555 auf eigene Kosten an der Reise einer Delegation von König Ferdinand I. zu Sultan Süleyman I. nach Konstantinopel und weiter nach Amasya teil. Darüber verfasste er ein umfangreiches Tagebuch.

## Leben
Hans Dernschwam war Sohn einer angesehenen und wohlhabenden Patrizierfamilie in Brüx in Böhmen.
Als Dreizehnjähriger begann er 1507 sein Studium in Wien in der Artistenfakultät, wechselte nach Leipzig und schloss es dort 1510 als Baccalaureus ab. Er war um 1513 einige Zeit in Rom und stand von 1514 bis 1517 im Dienst des italienischen Humanisten Girolamo Balbi (Hieronymus Balbus) (1450–1535). Ab 1520 reiste er viel in Ungarn und den benachbarten Ländern und sammelte dabei römische Inschriften.
1525 trat Dernschwam in die Dienste von Anton Fugger (1493–1560), und war für diesen vor allem im Bergbau und Erzhandel tätig. In den massiven Konflikten mit dem ungarischen König und den Magnaten vertrat Dernschwam erfolgreich die Interessen des Hauses Fugger. In Neusohl/Banska Bystrica war er in den 1530er und 1540er Jahren als Faktor tätig und kaufte in dieser Zeit ein Landgut in Častá (Schattmansdorff) in der heutigen Slowakei. In dieser Zeit ließ er sich auch eine Gedenkmünze fertigen, die das einzige erhaltene Porträt Dernschwams darstellt. Um 1547–1548, im Alter von Anfang 50, quittierte er den Dienst bei den Fuggern, nach Franz Babinger (1923, Nachdruck 1986, Beleg 1, S. XXIII) vor allem aus Abscheu gegen die Finanzgeschäfte mit dem Kaiserlichen und Königlichen Hof.
1553, mit 59 Jahren, schloss er sich auf eigene Kosten einer Gesandtschaft des Königs Ferdinand I. an, die Sultan Süleyman I., „dem Prächtigen“, den Jahreszins überbringen und mit ihm über einen neuen Waffenstillstand verhandeln sollte. Leiter der Gesandtschaft waren zu Beginn der Bischof von Fünfkirchen Antun Vrančić (Antonius Verantius) und der Generalkapitän der Donauflotte Franz Zay. 1555 übernahm der hochrangige habsburgische Diplomat Ogier Ghislain de Busbecq die Leitung. Die Gesandtschaft reiste zunächst im Frühsommer 1553 von Wien nach Konstantinopel. Dort wurden die Mitglieder der Gesandtschaft etwa eineinhalb Jahre eher als Gefangene behandelt denn als Diplomaten im modernen Verständnis. Auf Befehl des Sultans reiste die Delegation dann im März 1555 weiter zu dessen Kriegslager in Amasya. Nach (erfolglosen) Verhandlungen mit dem Sultan kehrte der größte Teil der Delegation, unter ihnen auch Dernschwam, zurück nach Wien und traf dort schließlich am 11. August 1555 ein. Über diese Reise hat Dernschwam ein ausführliches Tagebuch verfasst, auf das unten näher eingegangen wird.
Über Dernschwams weiteren Lebensweg ist wenig bekannt. Aus urkundlichen Belegen schließt Babinger, dass sich Dernschwam überwiegend in den sogenannten ungarischen Bergstädten, insbesondere in Neusohl (Banska Bystrica) und Kremnitz (Kremnica) aufhielt und seine letzten Lebensjahre wahrscheinlich in Kremnitz verbrachte. Dort war er bis 1567 als Oberzimenter (Münzmeister) für das Eichamt tätig. Er starb wohl um die Jahreswende 1568/69 in Častá (Schattmansdorff). Im Februar 1569 verkaufte ein Neffe Dernschwams berühmte humanistische Bibliothek, die etwa 2.000 Bände umfasste, für 500 Gulden an die Hofbibliothek in Wien.

## Tagebuch der Delegationsreise 1553–1555 nach Konstantinopel und Amasya
Dernschwam hat sein Tagebuch auf Frühneuhochdeutsch mit gelegentlichen lateinischen Einschüben verfasst.
Es umfasst im Original etwa 815, in der Regel halbseitig beschriebene, Seiten mit zahlreichen Zeichnungen und lateinischen sowie griechischen Inschriften. Das Tagebuch enthält, wie Hattenhauer/Bake zu Recht betonen, thematisch und stilistisch zwei deutlich unterschiedliche, jedoch in der Textfolge miteinander verflochtene Teile.
Einerseits ist es ein klassisches Tagebuch mit konkreten, chronologisch geordneten Berichten und Beobachtungen. Dernschwam hält seine Beobachtungen und Erlebnisse an den Reise- und Aufenthaltstagen detailliert fest, insbesondere zu geografischen Gegebenheiten, den Örtlichkeiten, der Bauweise, den Sitten und Gebräuchen der Einwohner, einschließlich der Ess- und Trinkgewohnheiten, der Kleidung, der religiösen Gebräuche, des Verhältnisses von Männern und Frauen und ähnliches. Als langjährig erfahrener Kaufmann notiert er auch Preise von Nahrungsmitteln und Gütern sowie Arbeitsweisen in der Landwirtschaft und im Handwerk. Während des eineinhalbjährigen Aufenthalts in Konstantinopel beschäftigt sich Dernschwam u. a. ausführlich mit den noch vorhandenen byzantinischen, aber auch mit den türkischen Bauten.
Konstantin Jireček, ein Kenner der europäischen Reiseberichte über das Osmanische Reich, betont Dernschwams „Reichhaltigkeit des Materials“. An innerem Wert würden alle früheren und späteren Reiseberichte von dessen gewissenhaft von Tag zu Tag gemachten Aufzeichnungen übertroffen. Dernschwam zeichnet aber nicht nur seine konkreten Reisebeobachtungen auf, sondern er behandelt immer wieder, und das geht über übliche Tagebuchaufzeichnungen weit hinaus, übergreifende Fragestellungen. So beschäftigt er sich etwa mit der Rechts- und Wirtschaftsverfassung des Osmanischen Reiches, mit der Lage der gefangen genommenen oder im Rahmen der sog. Knabenlese ausgehobenen und in der Folge versklavten Europäer, mit den Juden oder mit dem Verhältnis des Islam zu den christlichen Religionen, wobei er scharf und oft auch polemisch zwischen Katholiken und Protestanten unterscheidet. Dabei kommt Dernschwam etwa in Fragen der Wirtschaftsverfassung durchaus zu weitsichtigen Urteilen, wenn er kritisiert, dass es im Osmanischen Reich keinen Bürgerstand und keine städtische Selbstverwaltung, insgesamt keine freie Entfaltung des Einzelnen in seinem Beruf und Stand gebe und alles dort sklavisch dem Befehl des Sultans und seiner Kadis unterworfen sei.
Gleichzeitig finden sich aber auch Fehlurteile und bei bestimmten Themen eine für den heutigen Leser oft schwer erträgliche Darstellung. Dies gilt besonders für seine häufig wiederholten pauschalen Urteile über die türkischen Männer, ihre Frauen, die Papisten und die Juden. Hier folgt er unbekümmert den Denkschablonen seiner Welt, wie man sie auch in den gegen die Türken gerichteten christlichen Streitschriften der Zeit findet, und bedient sich dabei oft einer heute nur schwer zumutbaren, groben Ausdrucksweise, die allerdings für das 16. Jahrhundert dem „Zeitalter des Grobianismus“ nicht untypisch war. Hattenhauer/Bake weisen darauf hin, dass bei Bewertung dieser Passagen der persönliche Charakter des Tagebuchs zu berücksichtigen sei. Dernschwam habe seinen Text als private Aufzeichnung verfasst, die er nicht redigiert hat und in dieser Form gewiss nicht für eine Veröffentlichung vorgesehen hatte, doch mache ebendies zugleich den besonderen Wert der Quelle aus.